# Ascen Cruchaga Lasa
Ascensión "Ascen" Cruchaga Lasa (Pamplona) es una ingeniera industrial española. En 2017, la revista Forbes la incluyó en su lista de las 100 personas más creativas del mundo. Al año siguiente, en 2018, fue galardonada por el Gobierno de Navarra con la Cruz de Carlos III el Noble.

## Trayectoria
Estudió Ingeniería Industrial en la Universidad Pública de Navarra (UPNA) y complementó su formación con diversos grados en las escuelas de negocios IESE Business School y Esade. Comenzó a trabajar en la empresa BSH de Alemania, como responsable de desarrollo del producto y de la línea de producción. 
En 2008, fundó la empresa Orbital Critical Systems, referente en ingeniería de sistemas críticos, así como en el ciclo completo de diseño, desarrollo, verificación y validación de hardware, software e integración de sistemas. Su compañía ha recibido diferentes reconocimientos como el Premio Ideactiva, Premio Emprendedor XXI, Premio Ances y Premio Bancaja al Emprendimiento, entre otros. Es también la primera empresa española ganadora de una ayuda del programa europeo Horizonte 2020 como líder de un consorcio integrado, también, por sendas firmas de Holanda, Alemania y Polonia. 
Cabe destacar que con su empresa promovió un proyecto con el Centro Nacional de Estudios Espaciales: la creación de un instrumento que sería lanzado al espacio para medir la altura de las nubes. Sus aportaciones se utilizaron en la misión ExoMars 2018, así como en el lanzador de satélites Vega.
Cruchaga ha desarrollado un sistema operativo innovador que trata de controlar todas las señales que recibe y así minimizar los errores. Sólo existen otros cuatro en el mundo: tres estadounidenses y uno europeo.
La asociación Innovactoras la ha incluido en su lista de mujeres innovadoras por sus aportaciones a los Objetivos de Desarrollo Sostenible 8 y 11, objetivos de crecimiento económico y mejora de las ciudades, así como sus aportaciones en el área de la tecnología, el sector aeroespacial, el ferroviario, el de automoción y el de transporte en general.

## Reconocimientos
- 2011: Premio EmprendedorXXI en la categoría 'CrecesXXI' concedido a la empresa fundada por ella, y concedido por el Centro Europeo de Empresas e Innovación de Navarra (CEIN), la Caixa y la Empresa Nacional de Innovación (ENISA).[6]
- 2014: Premio a la Innovación de la Cámara Navarra de Comercio e Industria.[7]
- 2017: Lista Forbes de las 100 personas más creativas del mundo.[2]
- 2018: Cruz de Carlos III el Noble, galardón otorgado por el Gobierno de Navarra.[3]